# ناتاشا لیتل
ناتاشا لیتل (انگلیسی: Natasha Little؛ زادهٔ ۲ اکتبر ۱۹۶۹) یک هنرپیشه اهل بریتانیا است.
از فیلم‌ها یا برنامه‌های تلویزیونی که وی در آن نقش داشته است می‌توان به آقای نوبادی، ونیتی فیر، خون، مدیر شب، انگشتان سبز اشاره کرد.